# Sherifuria
Sherifuria is een geslacht van rechtvleugeligen uit de familie veldsprinkhanen (Acrididae). De wetenschappelijke naam van dit geslacht is voor het eerst geldig gepubliceerd in 1926 door Uvarov.

## Soorten
Het geslacht Sherifuria  is monotypisch en omvat slechts de volgende soort:
- Sherifuria haningtoni (Uvarov, 1926)